# 山田ユギ
山田 ユギ（やまだ ユギ、3月26日 - ）は、北海道出身の漫画家。埼玉県在住。
主にボーイズラブ系作品を執筆。他にも小説の挿絵などで活躍中。
「犬組」というサークル名での同人活動、また「山田靫」というペンネームで活動していたこともある。高口里純のアシスタントをしていた。
「（有）島田デザイン事務所」でデビュー（『Xi』1994年2月号・一水社）。

## 作品リスト
- キビしいのである。（『山田靫』名義）（1997年、マガジン・マガジン）
- 太陽の下で笑え。（『山田靫』名義）（1999年、芳文社）
- 僕にだって言い分がある（『山田靫』名義）（1999年、芳文社）
- 小さなガラスの空（2000年、芳文社）
- 俺は悪くない（全2巻、2000年、芳文社）
- 水温む（2001年、芳文社）
- やらしい昼下がり（2001年、竹書房）
- 最後のドアを閉めろ!（全2巻、2001年-2004年、ビブロス）
  - 最後のドアを閉めろ!（全2巻、2007年、リブレ出版 ※版元変更・再版）
- 働きません!（2002年、徳間書店）
- 冷蔵庫の中はからっぽ（全2巻、2001年、ソニー・マガジンズ）
  - 冷蔵庫の中はからっぽ（全2巻、2002年、幻冬舎 ※版元変更・再版）
- 青年14歳（2002年、幻冬舎）
- 我らの水はどこにある（2002年、芳文社）
- 夢が叶う12月（2002年、竹書房）
- 開いてるドアから失礼しますよ（2003年、ビブロス）
- どうして涙が出るのかな（2004年、幻冬舎）
- ピクニック（2004年、芳文社）
- 誰がおまえを好きだと言った（2005年、竹書房）
- 太陽の下で笑え。（2005年、芳文社、再版）
- 夢を見るヒマもない（2006年、二見書房）
- 俺は悪くない（2006年、芳文社）
- 誰にも愛されない（2007年、リブレ出版）
  - 誰にも愛されない 完全版 上・下（2013年、竹書房）
- おひっこし?（2007年、白泉社）
- ありえない二人（2007年、竹書房）
- 死ぬほど好き（2008年、竹書房）
- たかが恋だろ（原作：英田サキ　2009年、大洋図書）
- 人はなぜ働かなければならないのか（2009年、竹書房）
- まほろ駅前多田便利軒 1（原作：三浦しをん　2009年、白泉社）
- 一生続けられない仕事 1（2010年、竹書房）
- 愛想尽かし（原作：英田サキ　2010年、大洋図書）
- まほろ駅前多田便利軒 2（2011年、白泉社）
- 一生続けられない仕事 2（2011年、竹書房）
- まほろ駅前多田便利軒 3（2014年、白泉社）
- うちの神様にはがっかりだ！（原作：佐々木禎子　2015年、徳間書店）
- 一生続けられない仕事 3（2015年、竹書房）
- まほろ駅前多田便利軒 4（2017年、白泉社）
- 一生続けられない仕事 4（2018年、竹書房）
- この恋は運命じゃない（2019年、海王社）
- 一生続けられない仕事 森&三上編（2020年、竹書房）
- さめないうちに召し上がれ（2022年[1]、竹書房）
- 副島社長にはセフレが5人いる（2022年、海王社）
- てっぺんの苺いつ食べる?（2023年、幻冬舎）

## 小説挿絵
- ツインズ（森内景生、1999年、角川書店）
- 恋愛依存症（金丸マキ、1999年、光風社出版）
- 情熱の温度（木原音瀬、1999年、オークラ出版）
- 狼は花と散る（佐藤ラカン、全2巻、1999年-2001年、二見書房）
- 座布団（剛しいら、2000年、光風社出版）
- 逃亡（佐藤ラカン、2001年、ムービック）
- 永遠の昨日（榎田尤利、2002年、笠倉出版社）
- ストロベリーハウスフォーエバー（桜木知沙子、2002年、光風社出版）
- 逃走経路-夢のあとに（ふゆの仁子、2002年、光風社出版）
- 唇（くち）はワザワイのもと（遠野春日、2002年、ムービック）
- 聖夜（榎田尤利、2002年、笠倉出版社）
- スウィート・マジック（佐々木禎子、2003年、小学館）
- 南くんの偏愛の対象（金丸マキ、2003年、集英社）
- 獣のモラル 花の囁声（月夜野亮、2003年、オークラ出版）
- 豹くんの異常な愛情（金丸マキ、2003年、集英社）
- 胸に手をあててみろ!（たけうちりうと、2004年、ムービック）
- 映画館で逢いましょう（鳩村衣杏、全2巻、2003年-2005年、二見書房）
- 誘惑のジンクス（佐々木禎子、2003年、茜新社）
- 永遠のパズル（榊花月、2004年、徳間書店）
- 何でやねん!（久我有加、全2巻、2004年、新書館）
- 落語家シリーズ 花扇（剛しいら、2004年、成美堂出版）
- 虜 -とりこ-（秀香穂里、2004年、徳間書店）
- 復讐はため息の調べ（いとう由貴、2004年、大洋図書）
- 鬼籍通覧シリーズ（椹野道流、2004年-2007年、講談社）
- ロマンスの旋律（佐々木禎子、2005年、茜新社）
- 心に手錠、唇にはくちづけを（中原一也、2005年、茜新社）
- あいつの腕まで徒歩1分（桜木ライカ、2005年、大洋図書）
- にゃんこ亭のレシピ（椹野道流、既刊4巻、2005年 - 2009年、講談社）
- あなたと恋におちたい（高岡ミズミ、2005年、幻冬舎）
- 純真にもほどがある! （崎谷はるひ、2005年、ビブロス）
- 初体験ノスタルジア（金丸マキ、2005年、集英社）
- 別れごっこ（剛しいら、2005年、プランタン出版）
- 犬より愛して（藤森ちひろ、2005年、大洋図書）
- 雨の上がる場所（桜木知沙子、2005年、成美堂出版）
- 夜が蘇る（英田サキ、2005年、プランタン出版）
- あぶない奴が多すぎる（愁堂れな、2005年、ムービック）
- 夏休みには遅すぎる（菱沢九月、2005年、徳間書店）
- 君が誰の隣にいても（月上ひなこ、2005年、幻冬舎）
- せつない奴が多すぎる（愁堂れな、2005年、ムービック）
- そこに愛はあるのか（月上ひなこ、2006年、幻冬舎）
- 密約は甘く縛る（佐々木禎子、2006年、茜新社）
- 高校教師、なんですが。（菅野彰、2006年、徳間書店）
- 最愛（いおかいつき、2006年、大洋図書）
- 夜に赦される（英田サキ、2006年、プランタン出版）
- たったひとつだけの恋（月上ひなこ、2006年、幻冬舎）
- 突然、恋はおちてくる（高岡ミズミ、2007年、幻冬舎）
- ひそやかに恋は（桜木知沙子、2007年、徳間書店）
- 長靴をはいた黒猫（佐藤ラカン、2007年、二見書房）
- 夜に咲き誇る（英田サキ、2007年、プランタン出版）
- 瞳（め）は口ほどにものをいう（遠野春日、2007年、ムービック）
- 北の漁場（愁堂れな、2007年、二見書房）
- ふしだらな需要と供給（高橋ともや、2007年、リブレ出版）
- 夜空に咲く恋（水瀬結月、2007年、フロンティアワークス）
- 挑発のルポライター（あさぎり夕、2007年、集英社）
- 俺の胸で泣け（愁堂れな、2008年、リブレ出版）
- 愛してるって言われても（バーバラ片桐、2008年、白泉社）
- 相続人と蜜月（いおかいつき、2008年、ワンツーマガジン社）
- ただ、優しくしたいだけ（水原とほる、2008年、徳間書店）
- 恋の記憶（杉原理生、2008年、大洋図書）
- オレ以外立入禁止っ!（月夜野亮、2009年、オークラ出版）
- 俺に胸を貸しやがれ（愁堂れな、2009年、リブレ出版）
- 北の情炎（愁堂れな、2009年、二見書房）
- 王子とダイヤモンド（愁堂れな、2009年、ムービック）
- 隣人には秘密がある（秀香穂里、2010年、徳間書店）
- 不法占拠（神奈木智、2010年、幻冬舎）
- ただひとつの理由（櫛野ゆい、2010年、リブレ出版）
- 花片雪（英田サキ、2010年、大洋図書）

## ドラマCD
- 俺は悪くない（2002年、インディペンデントレーベル）
- 最後のドアを閉めろ!（2002年、ファースト・スマイルエンタテインメント）
- 開いてるドアから失礼しますよ（2003年、マリン・エンタテインメント）
- 我らの水はどこにある（2004年、マリン・エンタテインメント）
- 最後のドアを閉めろ!1〜Replay〜（2004年、マリン・エンタテインメント）
- 最後のドアを閉めろ!2（2004年、マリン・エンタテインメント）
- どうして涙が出るのかな（2005年、インターコミュニケーションズ）
- 誰にも愛されない（2008年、リブレ出版）
- 愛だろ、愛!!（2008年、マリン・エンタテインメント）
- 夢を見るヒマもない（2009年、インターコミュニケーションズ）
- 愛かもしれない（2009年、ジェネオン・ユニバーサル）
- 一生続けられない仕事1（2016年、マリン・エンタテインメント）